# Брыкун
Брыкун (укр. Брикун) — село в Перемышлянской городской общине Львовского района Львовской области Украины.
Население по переписи 2001 года составляло 90 человек. Занимает площадь 0,72 км². Почтовый индекс — 81241. Телефонный код — 3263.